# Черлак (станция)
Черла́к — железнодорожная станция Омского отделения Западно-Сибирской железной дороги, расположенная на линии «Иртышское — Карасук» на территории Татарского сельского поселения Омской области.
Вопреки названию, одноимённый посёлок Черлак расположен приблизительно в 35 км от станции и прямого транспортного сообщения с ней не имеет. При станции «вырос» пристанционный посёлок Черлак.
Станция расположена в пограничной зоне приблизительно в 200 км от областного центра.

## История
Открыта в 1961 году одновременно с пуском движения по линии «Иртышское — Карасук» (Среднесибирская магистраль).

### Авария 28 сентября 2008 года
28 сентября 2008 года на переезде железнодорожной линии с дорогой А320, расположенном на перегоне чуть западнее станции в сторону ст. Иртышское, произошла крупная авария. В 00:58 мск микроавтобус «Фольксваген-Каравелла», разрушив защитные переездные ограждения, врезался в середину состава грузового поезда № 2459. Товарный состав управлялся локомотивной бригадой депо Карасук, состоял из 67 вагонов общей массой 6261 тонн, перевозимый груз — уголь каменный. Водитель автомобиля погиб на месте происшествия. В результате ДТП произошёл сход 24 вагонов с разрушением одного пролётного строения моста длиной 110 метров с падением его и 21 вагона в реку Иртыш. По нечётному пути было повреждено 1200 и разрегулировано 1700 метров контактной сети; движение на перегоне в результате катастрофы было прервано на несколько часов. Для ликвидации последствий происшествия были подняты три восстановительных поезда и мобилизован большегрузный речной кран грузоподъёмностью 16 т; ко 2 октября движение было в целом восстановлено.

### 2022 год
В 2022 году, как пишет газета «Гудок», «при ремонте пассажирских платформ поменяли разрушенное асфальтовое покрытие на железобетонные плиты, отремонтировали сходы с платформы и защитные ограждения, заменили лавки и урны, установили новые информационные стенды».

## Пассажирское движение
Местное сообщение
На 2016 год местное сообщение отсутствует. Ранее по станции курсировало две пары местных поездов № 963/964Н и 969/970Н Иртышское — Карасук, отменённые из-за низкого пассажиропотока.
Дальнее сообщение
На 2016 год поезда дальнего следования, курсирующие по Среднесибирской магистрали, на станции Черлак не останавливаются.

## Грузовая работа
По объёму выполняемой работы станция относится к 4 классу, открыта для грузовой работы по параграфу 3.